# Hula Hawaiian Quartett
Das Hula Hawaiian Quartett war eine deutsche Schlager-Band, die ab den frühen 1950er bis in die 1960er Jahre aktiv war und Musik im Stil der zum damaligen Zeitpunkt aktuellen und durch hawaiische Musik geprägten Tiki-Kultur produzierte. 

## Geschichte
Gemeinsam mit anderen Bands dieses Genres wie Die Hilo Hawaiians waren sie in Deutschland sehr erfolgreich – die 1954 erschienene Single Jim, Jonny & Jonas wurde ein Nummer-eins-Hit und führte die Singlecharts im Januar und Februar 1955 an.
Laut dem Polydorbuch: Ein Name wie Musik bestand das Hula-Hawaiian-Quartett aus folgenden Mitgliedern: Lucie Schulz, Barbara Kist, Herbert Imlau und Werner Preuß.
Gemeinsam mit Valentinos Hawaiian Band, einer weiteren Band dieser Schlagerrichtung, gab das Hula Hawaiian Quartett bereits 1951 seine erste Single heraus, die bei Polydor erschien.

## Diskografie (Auswahl)

### EPs
- Jim, Jonny und Jonas / Heut’ singen die Gitarren / Am weißen Strand von Soerabaya / In Honolulu in der Hafenbar (7", Mono, EP)

### Singles
| Jahr | Titel Album                    | Höchstplatzierung, Gesamtwochen, AuszeichnungChartsChartplatzierungen (Jahr, Titel, Album, Platzierungen, Wochen, Auszeichnungen, Anmerkungen) | Anmerkungen                                       |
| Jahr | Titel Album                    | DE | Anmerkungen                                       |
| ---- | ------------------------------ | --- | ------------------------------------------------- |
| 1953 | Vaya con Dios                  | DE9 (20 Wo.)DE | B-Seite: Königin Der Südsee Shellac, 10"; Polydor |
| 1954 | Jim, Jonny und Jonas           | DE1 (69 Wo.)DE | 7", Single und 10" Shellac; Polydor               |
| 1955 | In Honolulu in der Hafenbar    | DE27 (8 Wo.)DE |                                                   |
| 1955 | Am Weißen Strand von Soerabaya | DE3 (28 Wo.)DE | 7", Single und 10, Shellac; Polydor               |
| 1955 | Südsee, Liebe und Hafen        | DE21 (8 Wo.)DE |                                                   |

grau schraffiert: keine Chartdaten aus diesem Jahr verfügbar
Weitere Singles
- 1951: Dort in Hawaii / Mich ruft ein Lied der Liebe (Polydor)
- 1952: Hula Hawaiian Quartett mit Valentinos Hawaiian Band: Wo sie Südsee rauscht, Luana (In The Blue Canadian Rockies) / Glückliche Insel im Meer (Shellac, 10"; Polydor)
- 1955: Hula Hawaiian Quartett, Valentinos Hawaiian-Band: Die Perle auf dem Meeresgrund / Vor Hawaii, vor Hawaii auf der Lagune (Shellac, 10"; Polydor)
- 1955: In Einem Alten Märchenwald / Roter Mond von Haiti (7", Single, Mono; Polydor)
- 1955: Nimm diesen Goldring mit in die Welt (Polydor)
- 1957: Ich Kann Dich Nie Verlieren (7", Single, Mono; Polydor)
- 1959: Hula Hawaiian Quartett mit der Valentinos Hawaiian Band: Fern auf eine einsame insel / Romantico Jo (7", Single, Mono; Polydor)